# Povážské muzeum v Žilině
Povážské muzeum v Žilině (slovensky Považské múzeum v Žiline) je regionální muzeum se sídlem v Budatíně na Slovensku. Jeho expozice jsou zaměřeny na dějiny slovenského umění a kultury.
Iniciativy k vzniku muzea vznikaly již v 20. letech 20. století. V roce 1940 byla v obci Dlhé Pole představena veřejnosti první drátenická výstava na světě. O vznik muzea se v roce 1942 zasloužil i tehdejší primátor Vojtech Tvrdý a muzeum s názvem Mestské múzeum sídlilo v prostorách staré radnice. Od roku 1948 muzeum přesídlilo do Budatínského zámku a v roce 1956 zpřístupnilo své první expozice. V roce 1976 se od muzea osamostatnila Povážská galerie umění, která se v současnosti nachází na Náměstí A. Hlinky v Žilině.
Muzeum vyniká i svou ediční činností. Vydalo první Vlastivědný sborník na Slovensku, který vychází dodnes pod názvem Vlastivedný zborník Považia.

## Expozice
- Budatínský zámek – Drotárstvo, Pravek severozápadného Slovenska, Dejiny Žiliny 1208-1848 a Dobový interiér a sakrálne zbierky 18. a 19. storočia
- Čičmany
  - Radenov dom – Zo života a práce čičmianskeho ľudu, Z rodinného zvykoslovia
  - Dom č. 42 – Ľudové obydlie
  - Gregorovo humno – V tom čičmianskom poli
- kaštieľ Krasňany – Príroda severozápadného Slovenska a Ľud severozápadného Slovenska
- Terchová – Jánošík a Terchová
- Strečniansky hrad – stálá expozice Odkrytá minulosť, představuje archeologické nálezy ze žilinského regionu
  - Kaplnka Strečnianskeho hradu – expozice Tortúra, Laboratórium alchymistu a expozice věnovaná Žofii Bošňákové
- Bytča, Sobášny palác v Bytči – Sobášny palác v Bytči - Stredoeurópsky klenot
- Teplička nad Váhom – pozůstatky Žofie Bošňákové (v roce 2009 zničené[1])